# 蒙蒂尼德旺萨塞
蒙蒂尼德旺萨塞（法語：Montigny-devant-Sassey，法語發音：[mɔ̃tiɲi dəvɑ̃ sasɛ]，意为“萨塞前方的蒙蒂尼”）是法国默兹省的一个市镇，属于凡尔登区。

## 地理
蒙蒂尼德旺萨塞（49°25'57"N, 5°9'8"E）面积9.72 平方千米，位于法国大東部大區默兹省，该省份为法国西北部内陆省份，北与比利时接壤，西接马恩省和阿登省，南至上马恩省和孚日省，东临默尔特-摩泽尔省。
与蒙蒂尼德旺萨塞接壤的市镇（或旧市镇、城区）包括：维塞普、博克莱尔、阿勒苏莱科特、蒙德旺萨塞、索尔莫里-维勒弗朗什、维莱尔德旺丹。

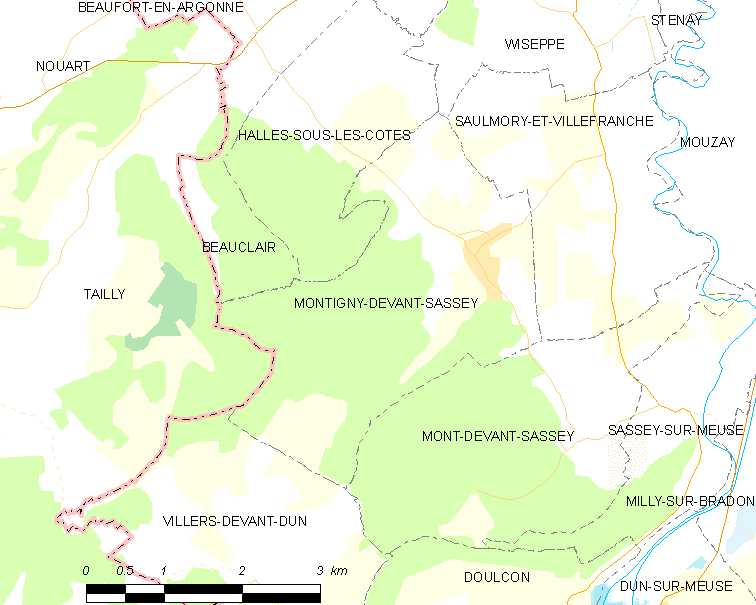
蒙蒂尼德旺萨塞的OSM定位图

蒙蒂尼德旺萨塞的时区为UTC+01:00、UTC+02:00（夏令时）。

## 行政
蒙蒂尼德旺萨塞的邮政编码为55110，INSEE市镇编码为55349。

## 政治
蒙蒂尼德旺萨塞所属的省级选区为斯特奈县。

## 人口

1962-2008年间蒙蒂尼德旺萨塞人口变化图示

蒙蒂尼德旺萨塞于2022年1月1日时的人口数量为131人。